# Швербах
Швербах (нем. Schwerbach) — община в Германии, в земле Рейнланд-Пфальц. 
Входит в состав района Биркенфельд. Подчиняется управлению Раунен.  Население составляет 54 человека (на 31 декабря 2010 года). Занимает площадь 2,55 км².